# Mare de Déu de Lluc
La Mare de Déu de Lluc és la patrona de l'illa de Mallorca. Per a molts historiadors i religiosos, és la patrona de l'arxipèlag Balear. És una de les verges morenetes del catolicisme i es troba dins la basílica del monestir de Lluc a Escorca.
És una imatge medieval de 61 cm de llargària.

Una de les primeres referències sobre la llegenda hagiogràfica de la troballa de la Mare de Déu de Lluc la trobam en el prevere Rafel Busquets, autor del Llibre de la invenció i miracles de la prodigiosa figura de Nostra Senyora de Lluc, publicat l'any 1684, obra en què el prevere conta una versió primerenca de la tradició de la Trobada de la imatge de la Mare de Déu de Lluc:
“En la parròquia de S. Pere d'Escorca, que és una (i la més antiga) de les que en la part forense il·lustren el Regne de Mallorca, es troba entre lo més encumbrat i alt de les muntanyes un vall tan apassible d'aires, tan poblat d'arbres, tan fecund per les aigües de les cristal·lines fonts, que amb sos rierols creuen aquella terra i la fertilitzen, i, gràcies a això, dona oli, forment i fruita, produeix caça i tota classe de bestiar; i fins i tot per a la fàbrica de cases dona al peu de l'obra el material, que es requireix, com és el guix, la calç, la fusta, la pedra i dues espècies de jaspi, un vermellós i l'altre oscur.

Aquesta parròquia està dividida en moltes possessions o alqueries, i en una d'elles que els moros antigament anomenaren Arlluch, ja fa més de 445 anys, hi havia un al·lot de poca edat, d'aquells que, després de la conquesta havien quedat aquí com esclaus, el qual, després d'haver rebut la fe cristiana amb les aigües baptismals i en elles el nom de Lluc, fent l'ofici de pastor i pasturant per aquells camps les ovelles, tots els dissabtes, a la vesprada, veia que sobre lo incult i aspre d'unes penyes hi baixaven copiosos resplendors celestials i amb ells una música tan suau, que amb la seva harmonia deixava els seus sentits com a suspesos. Contà a un monjo de la sagrada religió de Sant Bernat, que feia vida solitària a la mateixa església de Sant Pere, la visió que en tants dissabtes repetits havien vist sos ulls sobre aquell lloc. Anà doncs el monjo amb companyia del minyó, un dissabte, a aquell lloc, i veient els resplendors i oint també l'harmonia, entengué que amb aquelles veus celestials i amb aquelles llums resplendents els avisava Déu i volia manifestar algun tresor escondit dins lo inculte d'aquelles penyes; i així amb gran mirament s'acostaren els dos a la brossa d'aquella encletxa i registrant per entre les llums prodigioses, trobaren dins unes penyes la Santa Figura, que, o bé del pastor, o de la possessió, o del mateix bosc, que en llatí s'anomena lucus, ha pres el nom de Nostra Senyora de Lluch aqueixa imatge".
El 10 d'agost de 1883 es coronà la Mare de Déu de Lluc, i gràcies a aquest acte, el 1884 es restaurà la imatge.
En 1908 el bisbe mallorquí Pere J. Campins celebrà el vint-i-cinquè aniversari de la coronació de la verge al monestir de Lluc. Campins fou un gran devot d'aquesta Mare de Déu, i per això, davant l'església del monestir, trobam l'estàtua agenollada del bisbe, mirant cap a l'entrada del recinte religiós i amb les mans en oració. L'escultura data de 1920.
Es creà una fundació que duu el nom de Fundació Santuari de Lluc, que conjugà en els seus estatus a les principals institucions religioses i civils de l'illa.
A la Mare de Déu de Lluc se l'anomena afectuosament a les Balears la Moreneta. Hi ha altres marededeus negres conegudes d'aquesta manera, com la Mare de Déu de Montserrat (Patrona de Catalunya) o la Mare de Déu de la Candelera a Tenerife (Patrona de les illes Canàries).